# Lepe
Lepe ist eine kleine Gemeinde in der spanischen Provinz Huelva in Andalusien. Sie hat 29.241 Einwohner (Stand: 2024) und liegt etwa sechs Kilometer von der Atlantikküste entfernt unweit der portugiesischen Grenze. Das Stadtgebiet umfasst 124,78 km².

## Geschichte
Der Ort wurde von Phöniziern im 6. oder 5. Jahrhundert vor Christus gegründet und später erst von den Römern, dann von den Mauren eingenommen, wie zahlreiche archäologische Funde in Lepe und Umgebung bezeugen. Nach der Reconquista fiel Lepe vorübergehend an die Tempelritter.

## Wirtschaft und Verkehr
Lepe ist von jeher durch den Export seiner landwirtschaftlichen Produkte in andere europäische Länder bekannt. Heute werden vor allem Erdbeeren angebaut. Eine geringere wirtschaftliche Rolle spielt die Fischerei. Daneben spielt auch der Tourismus eine Rolle, denn Lepe ist auch ein beliebtes Ziel für Urlauber, die Entspannung und Erholung an den 25 Kilometer langen Sandstränden suchen, hinter denen Dünenlandschaften und Pinienwälder liegen.
Lepe wird in Chaucers Canterbury Tales als Anbauort für Weißwein erwähnt:
Now kepe yow fro the white and fro the rede,

And namely fro the white wyn of Lepe

That is to selle in Fysshstrete or in Chepe.
Nun halte Dich vom weißen und vom roten fern,

und besonders von dem weißen Wein aus Lepe

der in Fysshstrete und in Chepe verkauft wird.

## Kultur und Sehenswürdigkeiten
Lokale Sehenswürdigkeiten sind die Kirche Santo Domingo de Guzmán aus dem 16. Jahrhundert, die Kapelle San Cristóbal, die heute als Raum für Ausstellungen und Kulturveranstaltungen genutzt wird, und der alte Seeverteidigungsturm Torre del Catalán.

### Lepe-Witze
Die Leperos sind häufig Zielscheibe von Witzen aus dem Rest Spaniens vom Typus des Ostfriesenwitzes.
So heißt es z. B.: Warum machen Leperos nie eine große Reise? Die Antwort: Weil an der Autobahn Huelva steht. Der Witz basiert auf der Lage Lepes zwischen Portugal, Huelva und dem Meer und dem ähnlichen Klang von Huelva und dem Imperativ vuelva ('Kehre um!').

## Persönlichkeiten
- Laura García-Caro (* 1995), Geherin